# キティホーク (ノースカロライナ州)
キティホーク（英: Kitty Hawk）は、アメリカ合衆国ノースカロライナ州デア郡の町である。アウターバンクスと呼ばれるバリアー島の一部にある。2010年国勢調査での人口は3,272 人だった。18世紀初期にチカホークという名前で設立された。

## 歴史
キティホークはオハイオ州デイトン出身のライト兄弟が、1903年12月17日に、町の郊外南4マイル (6 km) にあるキル・デビル・ヒルズで、最初の制御された動力による飛行機飛行を行った場所として有名になった。その飛行の後で、ライト兄弟は歩いてキティホークに戻り、気象局の事務所から二人の父に成功を知らせる電報を打った。そのためキティホークは最初の動力飛行の場所と認識されることが多い。ライト兄弟は気象局のデータを参考にこの場所で風がよく吹くことと、地表が柔らかい砂質であることからグライダーの実験に適していると選んでおり、最初の動力飛行まで3年間以上の実験期間があった。
航空母艦USSキティホーク（CV-63)、ステルス爆撃機B-2スピリットAV-19機体番号93-1086、航空機搬送船USSキティホーク（AKV-1)、さらにアポロ14号の司令室がキティホークの名前を冠してきた。
キティホークは1981年に町として法人化された。

## 地理
キティホークは北緯36度06分 西経75度42分 / 北緯36.1度 西経75.7度に位置しており、標高は7フィート (2 m) である。
アメリカ合衆国国勢調査局に拠れば、町域全面積は8.23平方マイル (21.3 km2)であり、このうち陸地8.18平方マイル (21.2 km2)、水域は0.0476平方マイル (0.123 km2)で水域率は0.579%である。

## 人口動態
以下は2000年の国勢調査による人口統計データである。
| 基礎データ - 人口: 2,991 人 - 世帯数: 1,265 世帯 - 家族数: 866 家族 - 人口密度: 141.2人/km2（365.8 人/mi2） - 住居数: 2,618 軒 - 住居密度: 123.6軒/km2（320.1 軒/mi2） 人種別人口構成 - 白人: 98.13% - アフリカン・アメリカン: 0.64% - ネイティブ・アメリカン: 0.23% - アジア人: 0.27% - 太平洋諸島系: 0.03% - その他の人種: 0.20% - 混血: 0.50% - ヒスパニック・ラテン系: 0.94% | 年齢別人口構成 - 18歳未満: 21.5% - 18-24歳: 5.7% - 25-44歳: 31.6% - 45-64歳: 28.3% - 65歳以上: 13.0% - 年齢の中央値: 41歳 - 性比（女性100人あたり男性の人口） - 総人口: 103.7 - 18歳以上: 97.6 世帯と家族（対世帯数） - 18歳未満の子供がいる: 27.9% - 結婚・同居している夫婦: 58.7% - 未婚・離婚・死別女性が世帯主: 7.3% - 非家族世帯: 31.5% - 単身世帯: 23.8% - 65歳以上の老人1人暮らし: 8.0% - 平均構成人数 - 世帯: 2.35人 - 家族: 2.79人 | 収入と家計 - 収入の中央値 - 世帯: 42,813米ドル - 家族: 48,676米ドル - 性別 - 男性: 31,250米ドル - 女性: 25,744米ドル - 人口1人あたり収入: 22,960米ドル - 貧困線以下 - 対人口: 6.5% - 対家族数: 4.3% - 18歳未満: 7.9% - 65歳以上: 4.6% |

## 政治
アメリカ合衆国議会下院議員ではノースカロライナ州第3選挙区に属し、1994年に初当選した共和党員ウォルター・B・ジョーンズが務めている。

## 姉妹都市
- フランス、ペイ・ド・ラ・ロワール地域圏、クーレーヌ、2005年締結、クーレーヌはル・マンの北約1.7マイル (2.7 km) にある。